# Antoinette Gabrielle Danton
Antoinette Gabrielle Danton, nacida Antoinette Gabrielle Charpentier (6 de enero de 1760, París-10 de febrero de 1793, París) fue la primera esposa del líder de la Revolución Francesa Georges-Jacques Danton.

## Biografía
Antoinette Gabrielle Charpentier era hija de Jérôme François Charpentier, fabricante de limonada, y dueño del Café Parnaso o Café de l'École que se encontraba ubicado desde 1773 donde actualmente se levantan los grandes almacenes La Samaritaine. Se casó con Georges-Jacques Danton el 14 de junio de 1787 en la iglesia Saint-Germain-l'Auxerrois de París. De esta unión, nacieron:
1. François Danton, nacido en mayo de 1788 en París, muerto el 24 de abril de 1789 en Arcis-sur-Aube (Aube) a la edad de 11 meses.
2. Antoine Danton, nacido el 18 de junio de 1790 en el cour du commerce de París y bautizado el mismo día en la iglesia de Saint-Sulpice de París, muerto el 14 de junio de 1858 en Arcis-sur-Aube (Aube). Se casó con Sophie Rivière (1803-1848)[3][4] y la pareja tuvo una hija, Sophie Octavie Danton (1828-1897) que contrajo nupcias con Louis Menuel; de su hijo Georges-André Menuel (1852-1906) proceden los actuales descendientes del líder revolucionario.[5]
3. François-Georges Danton, nacido el 2 de febrero de 1792, en la calle des Cordeliers de París y bautizado el mismo día en la iglesia de Saint-André-des-Arts de París; murió sin hijos en Arcis-sur-Aube (Aube) el 18 de junio de 1848.[6][7]
4. Un varón mortinato el 10 de febrero de 1793, cuyo alumbramiento provocó la muerte de la madre.

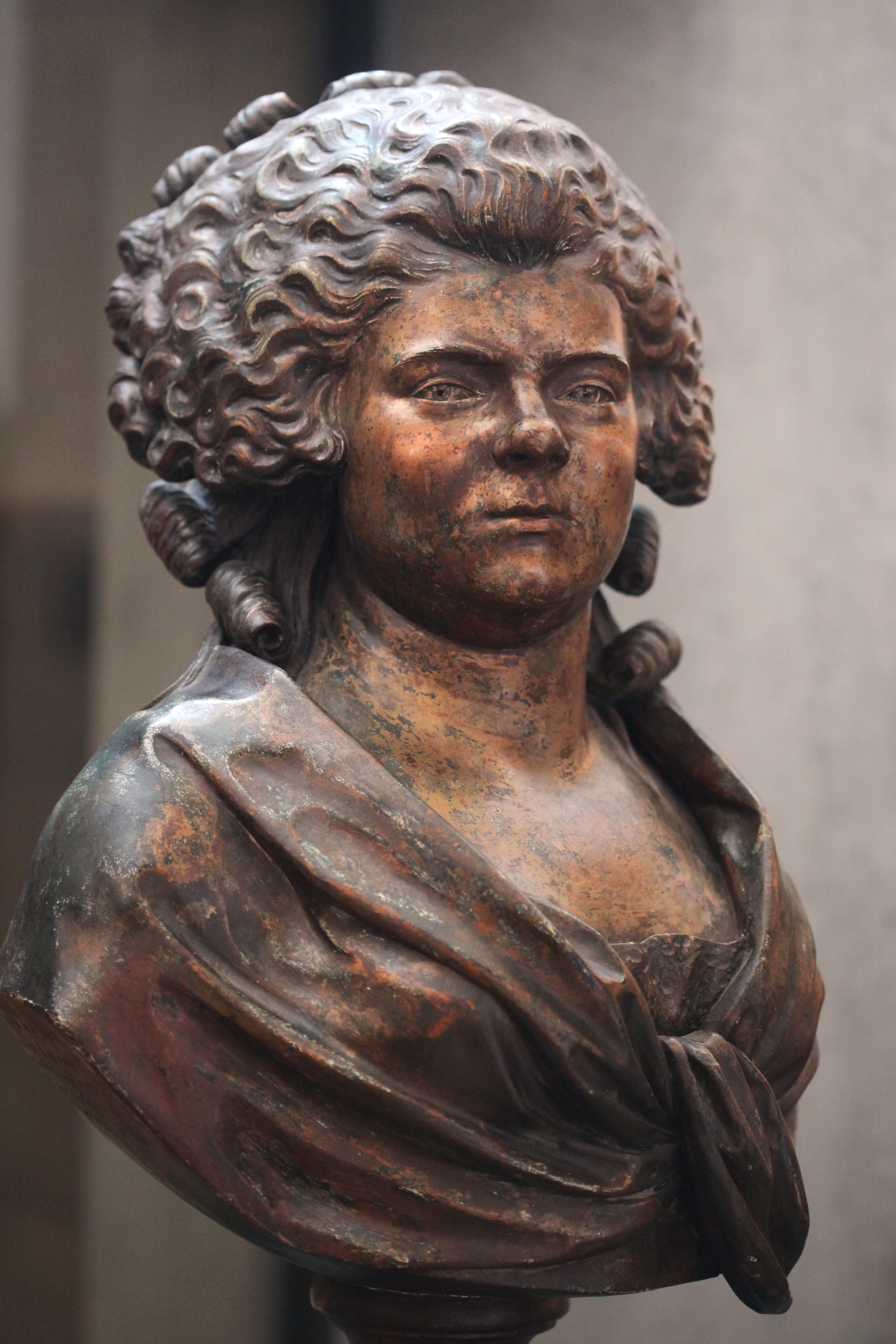
Busto de Antoinette Gabrielle Danton, de Claude André Deseine (Museo de la Revolución Francesa).

François-Georges Danton y Horace Camille Desmoulins (1792-1825), de su misma edad e igualmente huérfano, fueron criados juntos por la misma nodriza en L'Isle-Adam.
El 10 de febrero de 1793, mientras Danton se encontraba en una misión en Bélgica, Antoinette Gabrielle Danton falleció en París dando a luz a su cuarto hijo, un mortinato. De regreso en París el 17 de febrero, Georges Danton encuentra un artista del faubourg Saint-Marceau, el escultor Claude André Deseine, sordomudo, y lo llevó con él, a cambio de un paquete de asignaciones, al cementerio de Santa Catalina donde había sido inhumada su mujer.
En medio de la noche, con la ayuda del guardián del cementerio, Georges Danton hizo desenterrar a su esposa, abrió el ataúd, le cubrió el rostro de besos rogándole que le perdonara sus numerosas infidelidades y a continuación el artista moldeó con cera una máscara mortuoria. Esta sirvió de modelo para esculpir un busto póstumo de Antoinette Gabrielle Danton, expuesto ese mismo año provocando un escándalo rápidamente sofocado, y hoy expuesto en el museo de Troyes en Aube.
Danton se volvió a casar el 1 de julio de 1793 con Louise Gély (1776-1856), amiga de los Danton que cuidaba de sus hijos.